# لیپینکی ووژتسکیه
لیپینکی ووژتسکیه (به لهستانی: Lipinki Łużyckie) یک روستا در لهستان است که در گمینا لیپینکی ووژتسکیه واقع شده‌است.
 لیپینکی ووژتسکیه  ۱٬۸۰۰ نفر جمعیت دارد.